# 贺拔昌
贺拔昌（512年—553年），字右引，朔州鄯无郡（今山西省朔州市）人，并州刺史、安定王贺拔仁世子，北魏、东魏、北齐官员。

## 生平
太昌初年，贺拔昌以安东将军、亲信大都督、捍殊县开国子为起家官，食邑三百户。兴和年间，贺拔昌出任使持节、都督渭州诸军事、渭州刺史。武定年间，贺拔昌出任使持节、都督廓州诸军事、征北将军、廓州刺史，当时侯景在江东作乱，贺拔昌接受敕令前往讨伐，出任骠骑大将军、仪同三司、右厢都督、太子右卫帅、西阳县开国公，增加食邑三百户，总计一千一百户。天保元年（553年），贺拔昌出任右卫将军、开府仪同三司，另封南兖州谯郡蒙县开国子，食邑四百户，当年去世，虚岁四十二，朝廷追赠都督沧瀛二州诸军事、瀛州刺史，天保四年岁次癸酉二月廿七日庚申（553年3月27日）葬于晋阳城北廿五里。

## 墓地和墓志
1999年5月，太原市和平南路道路改造施工中发现砖砌古墓一座，太原市文物考古研究所闻讯后前往施工现场调查。发现陶俑18件、陶牲8件，庖厨类家居生活陶制明器8件、金属器3件，墓志一合。因水蚀严重，志盖面文字大部不清，文字为阴刻篆书，6行，行5字，可辨者为:“齐故使持节骠骑大将军……君墓志”。墓志长宽各58厘米，方格界面。志文22行，行22字，计473字。

## 家庭

### 祖父
- 贺拔某，太尉公[1][3]

### 父亲
- 贺拔仁，北齐并州刺史、安定王[1][3]

### 兄弟
- 贺拔怀信，隋朝通事舍人